# 山内正生
山内 正生（やまうち まさお、1868年7-8月（明治元年6月） - 1922年（大正11年）1月8日）は、大日本帝国陸軍軍人。最終階級は陸軍少将。功四級。

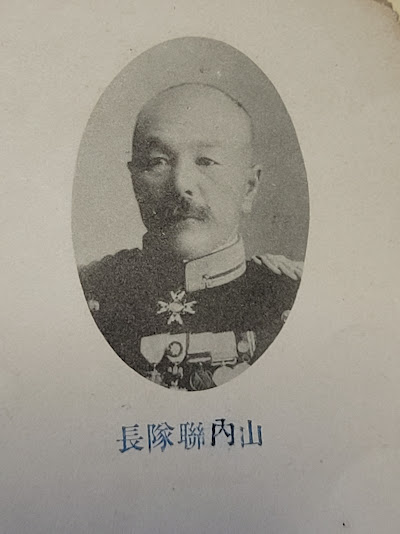
山内連隊長　(大正6年の65連隊のアルバムから)

## 経歴・人物
日向国（現・宮崎県）出身。1892年（明治25年）陸軍士官学校第3期卒業。
歩兵第65連隊長、1913年（大正2年）8月に陸軍歩兵大佐を経て、1919年（大正8年）7月に陸軍少将に昇進と同時に待命、翌年、予備役に編入した。